# Kurt Heinrich
Richard Kurt Heinrich (ur. 23 maja 1911 w Zittau, zm. ?) – członek kierownictwa niemieckich obozów koncentracyjnych Buchenwald, Ravensbrück, Vaivara i Mittelbau-Dora oraz SS-Obersturmführer.
Członek SS od 1933 i NSDAP od 1937. Od 1937 do 1942 pełnił służbę w Buchenwaldzie jako Blockführer i kierownik komand więźniarskich. Następnie przeniesiono go do Ravensbrück. We wrześniu 1943 został adiutantem komendanta obozu Vaivara i sprawował to stanowisko do lata 1944. Wreszcie od listopada 1944 do początków lutego 1945 Heinrich był adiutantem komendanta obozu Mittelbau-Dora. Następnie przeniesiono go do okupowanej Norwegii.
Heinrich został osądzony po zakończeniu wojny przez amerykański Trybunał Wojskowy w Dachau w procesie załogi Mittelbau-Dora (US vs. Kurt Andrae i inni). Heinrich został uniewinniony od wszystkich zarzutów. W 1948 został natomiast osądzony przez Komisję Denazyfikacyjną i skazany na 2 lata i 10 miesięcy więzienia.